# Ngựa Dole
Ngựa Dole hay ngựa Dølehest hay Dole Gudbrandsdal Dølahest là một giống ngựa kéo và ngựa kéo xe có nguồn gốc từ Na Uy. Các con ngựa Dole được luân phiên được coi là một loại phụ của Dole Gudbrandsdal và một giống riêng biệt, nó cũng được coi là một phần của loại ngựa nước kiệu máu lạnh. Dole Gudbrandsdal là một con ngựa kéo cỡ nhỏ, được biết đến với sức kéo trùng và sự nhanh nhẹn của nó, trong khi Dole Trotter là một con ngựa nhỏ hơn, nhanh hơn được sử dụng để đua; hai loại thường được lai tạo. Cả hai loại đều được kiểm tra nghiêm ngặt trước khi tham gia vào sổ phả hệ (số cái/bổn bang), theo thời gian đã dẫn đến sự cải thiện về loại giống.
Nguồn gốc của giống ngựa Dole ban đầu là từ Thung lũng Gudbrandsdal, và có lẽ là hậu duệ của con ngựa Friesia. Theo thời gian, giống này đã có thêm máu ngựa Thuần Chủng (Thoroughbred), Arabian và máu khác được thêm vào, đặc biệt là trong quá trình tạo ra Dole Trotter vào thế kỷ XIX. Cuốn sổ phả hệ đăng ký giống đầu tiên được lập ra vào năm 1941, và hiệp hội giống hiện tại được hình thành vào năm 1947. Mặc dù ban đầu được sử dụng chủ yếu như một con ngựa kéo, ngày nay loại ngựa Dole nặng hơn được sử dụng chủ yếu cho các mục đích nông nghiệp. Nòi Dole Gudbrandsdal được lai với các giống khác để phát triển ngựa để đua ngựa và cưỡi ngựa.